# ملعب مدينة غيومري
ملعب مدينة غيومري (بالأرمنية: Գյումրիի քաղաքային մարզադաշտ)‏ هو ملعب كرة قدم يقع في غيومري، أرمينيا، يتسع لـ 2844 متفرج. بدأ بناؤه في 1924. تم تجديده في 1999، 2012.